# Амелінггаузен
Амелінггаузен (нім. Amelinghausen) — громада в Німеччині, розташована в землі Нижня Саксонія. Входить до складу району Люнебург. Центр об'єднання громад Амелінггаузен.
Площа — 27,26 км2. Населення становить 3994 ос. (станом на 31 грудня 2021).

## Галерея

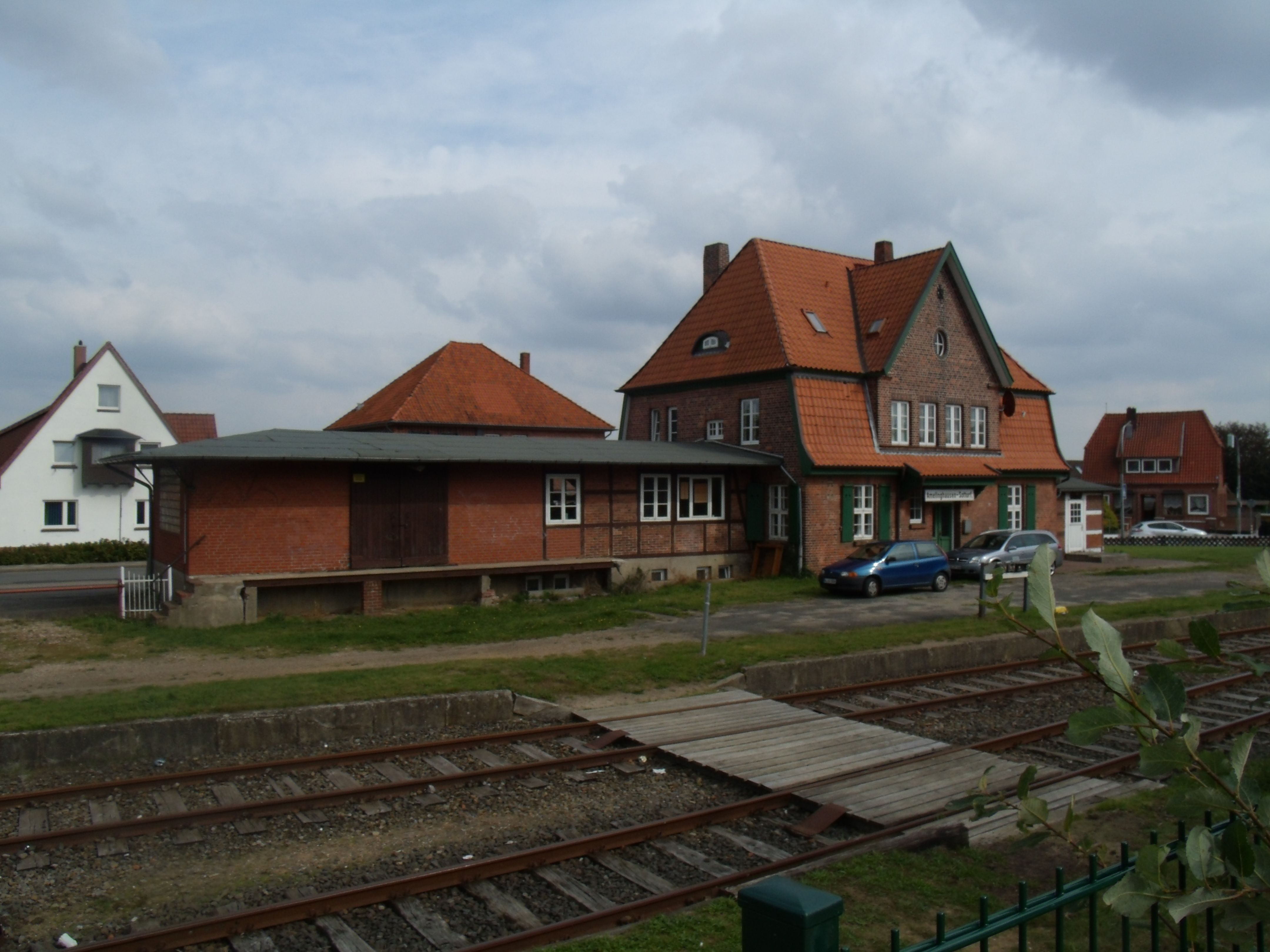
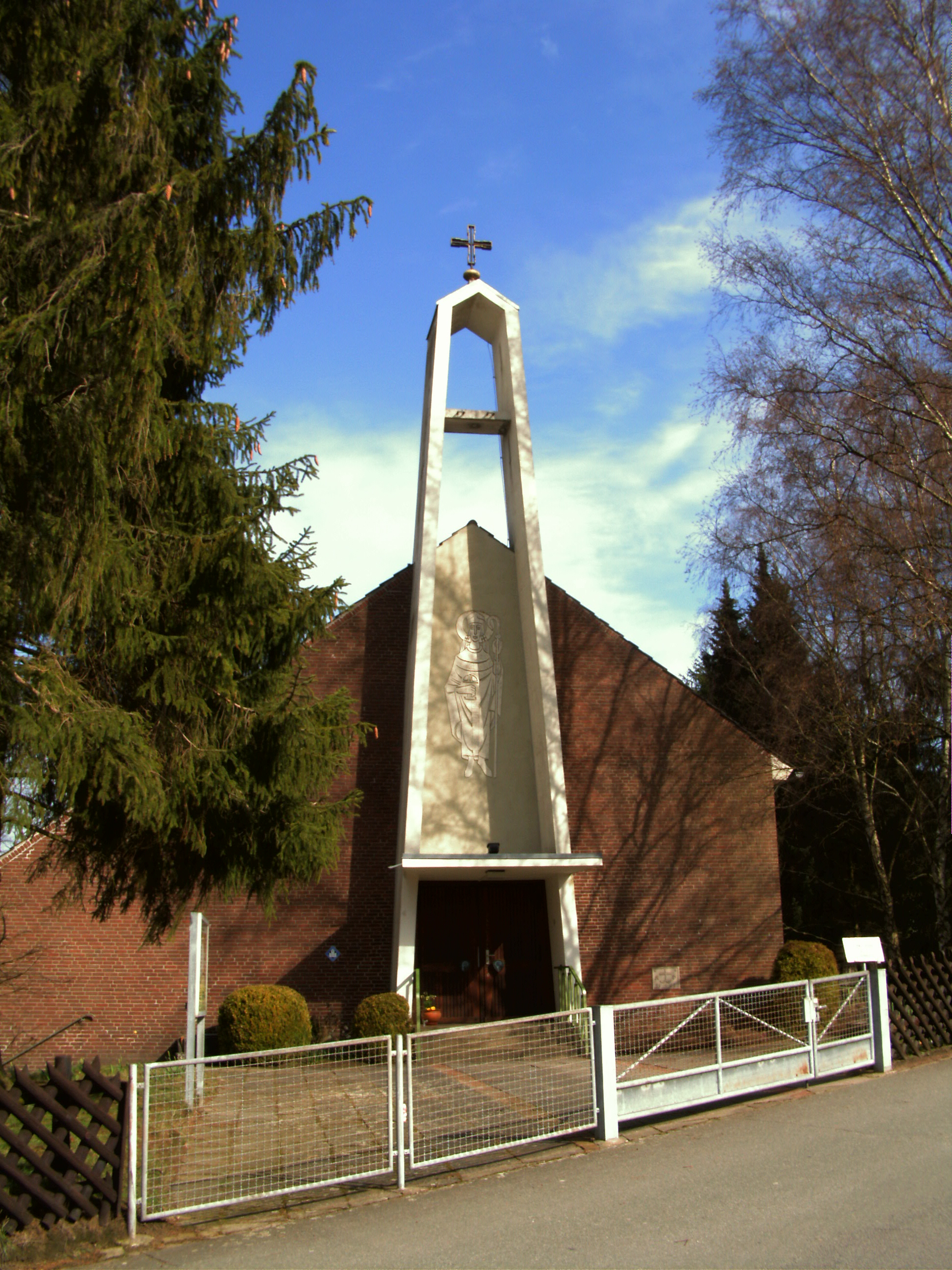